# Licuala orbicularis
Licuala orbicularis là loài thực vật có hoa thuộc họ Arecaceae. Loài này được Becc. mô tả khoa học đầu tiên năm 1889.

## Hình ảnh

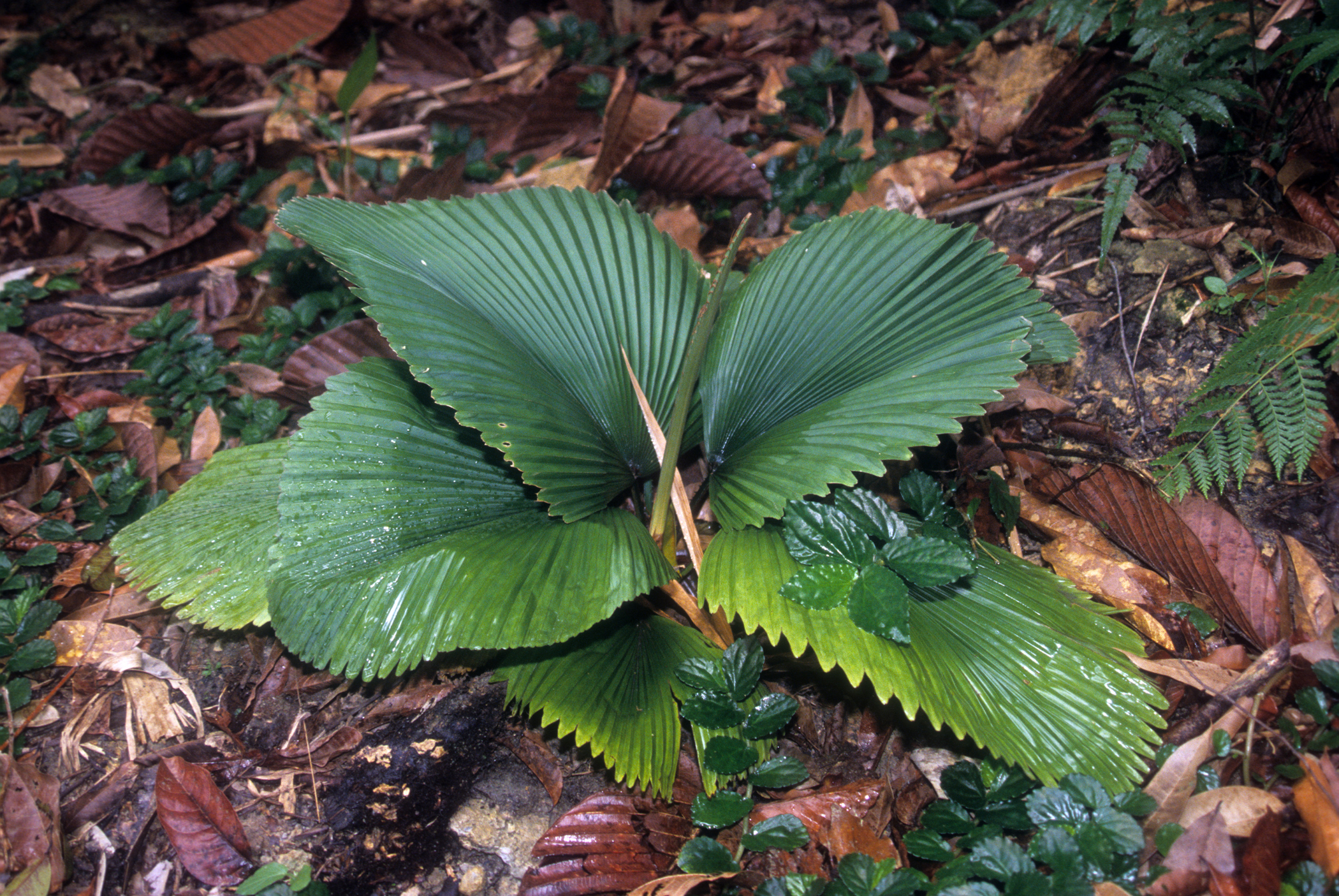